# ユーリー・ステパノフ (外交官)
ユーリー・ボリソヴィチ・ステパノフ（ロシア語: Юрий Борисович Степанов、英語: Yuriy Borisovich Stepanov / Yuri Borisovich Stepanov / Yury Borisovich Stepanov、1964年2月14日 - ）は、ロシア連邦の外交官、武道家。合氣道六段、抜刀術五段。ハバロフスク地方チェグドムイン生まれ。ハバロフスク鉄道大学（現・極東国立交通大学）、モスクワ国際関係大学出身。2023年6月より、在新潟総領事を務めている。母国語のロシア語に加えて、日本語と英語に堪能。

## 経歴
1964年2月14日、ステパノフはソビエト連邦ロシア共和国ハバロフスク地方チェグドムインに生まれる。13歳のとき退役軍人から空手の指導を受けて、1979年から1984年にかけては特に極真空手に傾倒するようになった。1986年、ハバロフスク鉄道大学（現・極東国立交通大学）を卒業。
1992年、ステパノフが日本に渡航して初めて訪れたのは新潟であった。その後は兵庫県神戸市に滞在して働くなどしたが、最終的に武道家としてたどり着いた修業先が心身統一合氣道会で、藤平光一合氣道十段の内弟子コトジ・シゲル (Котодзи Сигэру) 六段の指導のもと一日2回、週6日のペースで稽古を受けた。ステパノフの激しい稽古は、1996年に合氣道の初段審査に合格するという形で結実した。
1996年、ロシアに帰国したステパノフは、コトジ師範の許可を得た上でハバロフスクに合氣道道場を開いた。翌1997年には、極東ロシアの複数の都市に点在する合氣道道場を統轄する「極東氣研究協会」«Дальневосточное общество изучения Ки» を設立した。1998年、二段の昇段審査に合格。ハバロフスクで道場を経営していた頃、ステパノフは毎年ハバロフスクにコトジ師範を招いて講演会を開き、自身の合氣道の知識と日本語力を大いに活かしてロシア語に通訳した。
1998年にはロシア連邦外務省に入省して、爾後、外交官としても活動するようになる。
2001年の夏、ステパノフは藤平光一師範の招待で心身統一合氣道会の本部道場である天心館道場を訪れた。天心館道場での修業を経て藤平師範から手ずから審査を受けたステパノフは、その実力と素養を認められ、3年前に設立した「極東氣研究協会」が心身統一合氣道会の正式な支部であるとの認可を受けた。
2003年、モスクワ国際関係大学を卒業。
2012年から2017年にかけて、在大阪ロシア連邦総領事館で領事参事官（ロシア語: Консул-советник）。大阪在勤中の2016年3月、一等参事官の階級を授与された。
2017年から2022年にかけて、本省事務総局上級顧問。
2023年6月より、在新潟ロシア連邦総領事。